# Jan Železný
Jan Železný (Mladá Boleslav, 16. lipnja 1966.) je bivši čehoslovački i češki atletski predstavnik u bacanju koplja. Višestruki je Olimpijski pobjednik i aktualni svjetski rekorder.
Od 1992. godine, Jan Železný je na trima Igrama zaredom osvajao zlatno odličje. Uz ta tri naslova olimpijskog pobjednika ima i tri naslova svjetskog prvaka iz 1993., 1995. i 1999. godine. Ti rezultati ga čine najuspješnijim bacačem koplja svih vremena.
1996. godine postavio je i svjetski rekord od 98.48 m koji i dan-danas nitko nije oborio. Čak 52 puta je prebacio duljinu od 90 metara, više nego svi ostali bacači u povijesti zajedno (31).  Usto, jedini je atletičar koji je prebacio 94 metra.
Planirao je otići u sportsku mirovinu na Europskom prvenstvu u Göteborgu 2006. gdje je osvojio broncu hitcem od 85.92 m, no karijeru je okončao na egzibicijskom natjecanju u Mladoj Boleslav gdje je i započeo svoju karijeru. Član je MOO-a (IOC) i bavi se trenerskim poslom u Pragu.